# Thecla eurysides
Thecla eurysides är en fjärilsart som beskrevs av Jacob Hübner 1823. Thecla eurysides ingår i släktet Thecla och familjen juvelvingar. Inga underarter finns listade i Catalogue of Life.